# 斯蒂文·弗萊徹
斯蒂文·弗萊徹（Steven Kenneth Fletcher，1987年3月26日—），是一位代表蘇格蘭的足球運動員,司職前鋒。出生於英格蘭什魯斯伯里，因他的母親屬蘇格蘭關係，所以他日後選擇代表蘇格蘭國家足球隊。現效力于英乙球隊域斯咸。

## 生平

### 喜伯年
費查於2000年加入蘇超足球會喜伯年青訓學院。2004年畢業並獲喜伯年主隊職業合約開始其職業球員生涯。

### 般尼
經過 5 年蘇超生涯後，於2009年6月30日費查加盟當時從英冠升班至英超足球會伯恩利，轉會費為3百萬英鎊是伯恩利球會紀錄，合約為期 4 年。

### 狼队
伯恩利升上英超後雖未能護級，但費查的表現獲得讚賞。2010年6月3日，費查以650萬英鎊轉會費轉投另一支當時英超球會狼队。

### 新特蘭
2012年8月24日，費查以1,400萬英鎊轉會費轉投英超球會新特蘭，合約為期 4 年。合約期間曾外借至馬賽。